# Мента Рагіл (Мафрак)
Мента Рагіл (араб. منثاة راجل) — житловий район, розташований у північному районі Бадія провінція Ель-Мафрак в Йорданії. Територія відноситься до підрайону Дейр Аль-Кахф. За даними перепису 2015 року, його населення становить 207 осіб.